# Falling Off the Lavender Bridge
Falling Off the Lavender Bridge es el álbum de estudio debut del artista británico Lightspeed Champion, publicado el 21 de enero de 2008. El álbum incluye los sencillos "Galaxy of the Lost", "Midnight Surprise" y "Tell Me What It's Worth".

## Grabación
Devonté Hynes, el artista principal en Lightspeed Champion, voló a Omaha, Nebraska a principios de 2007 para desarrollar las canciones que había escrito con Mike Mogis, productor residente de Saddle Creek Records y miembro de Bright Eyes. Se quedó allí durante varios meses en una casa de huéspedes decorada por Mogis y Conor Oberst. Una variedad de músicos vinieron a pasar el rato y terminaron tocando en el disco, incluido el propio Mogis, el trompetista y pianista Nate Walcott, el baterista de The Faint Clark Baechle y la vocalista invitada Emmy the Great, junto con miembros de Cursive y Tilly and the Wall.
Según Hynes, el álbum está dividido en dos mitades; una mezcla de sus sueños y experiencias de vida. La lavanda en el título del álbum se refiere a una rana de juguete (hecha de lavanda) que la madre de Hynes le dio cuando era niño para ayudarlo a dormir.

## Lista de canciones
| CD WIGCD186, LP WIGLP186 |                                               |          |  |
| N.º                      | Título                                        | Duración |  |
| 1.                       | «Number One»                                  | 0:25     |  |
| 2.                       | «Galaxy of the Lost»                          | 3:58     |  |
| 3.                       | «Tell Me What It's Worth»                     | 2:41     |  |
| 4.                       | «All to Shit»                                 | 1:12     |  |
| 5.                       | «Midnight Surprise»                           | 9:56     |  |
| 6.                       | «Devil Tricks for a Bitch»                    | 4:40     |  |
| 7.                       | «I Could Have Done This Myself»               | 3:26     |  |
| 8.                       | «Salty Water»                                 | 2:26     |  |
| 9.                       | «Dry Lips»                                    | 3:46     |  |
| 10.                      | «Everyone I Know Is Listening to Crunk»       | 3:03     |  |
| 11.                      | «Let the Bitches Die»                         | 2:38     |  |
| 12.                      | «No Surprise (for Wendela)/Midnight Surprise» | 5:06     |  |

| Edición Limitada (Acústica - Bonus) |                                                 |          |  |
| N.º                                 | Título                                          | Duración |  |
| 1.                                  | «Never Meant to Hurt You» (Cover de Good Shoes) | 3:29     |  |
| 2.                                  | «Souvenirs» (Cover de Patrick Wolf)             | 3:08     |  |
| 3.                                  | «Flesh Failures» (Del musical Hair)             | 4:05     |  |
| 4.                                  | «Xanadu» (Cover de Olivia Newton-John)          | 3:46     |  |

## Posicionamiento en listas
| Listas (2008)       | Posicionamiento |
| ------------------- | --------------- |
| UK Albums Chart     | 45              |
| French Albums Chart | 105             |